# Heel veel hebben
Heel veel hebben is de tweede single van de Nederlandse band Grof Geschut uit 1999. Het stond in hetzelfde jaar als eerste track op het album Meer, waar het de tweede single van was, na Moe.

## Achtergrond
Heel veel hebben is geschreven door Leonie van der Klein en geproduceerd door Frans Hagenaars en Sander Janssen. Het is een Nederlandstalige rocknummer waarin de liedverteller zingt over dat zij veel kan hebben, maar dat de maat vol is wanneer haar partner is vreemdgegaan. Het is de eerste single van het album dat was uitgebracht nadat het album was uitgegeven. Moe was daarvoor al als single uitgegeven. Het lied werd voor de single opnieuw opgenomen en bij deze nieuwe opname werd een intro toegevoegd. De B-kant van de single is Nooit om gevraagd, deze staat als zevende track op hetzelfde album.

## Hitnoteringen
Commercieel gezien was de single geen groot succes. De enige hitnotering was in de Nederlandse Mega Top 100, waarin het twee weken stond en piekte op de 91e plaats. 